# Steinberg (Szászország)
Steinberg egy település Németországban, azon belül Szászország tartományban. Lakosainak száma 2653 fő (2023. december 31.). Steinberg Crinitzberg, Stützengrün, Schönheide, Rodewisch és Kirchberg községekkel határos.

## Gazdaság
A Wernesgrün nevű városrészben működik a 15. század óta a Wernesgrüner nevű sör főzdéje.

## Népesség
A település népességének változása:
| Lakosok száma | 2814 | 2782 | 2681 | 2664 | 2653 |
|               | 2017 | 2019 | 2021 | 2022 | 2023 |